# Mark Verkuijl (2006)
Mark Verkuijl (Ede, 10 februari 2006) is een Nederlands voetballer die doorgaans speelt als middenvelder. Hij staat onder contract bij Ajax, uitkomend voor Jong Ajax.

## Clubcarrière
Verkuijl werd gescout door Ajax bij het Veenendaalse DOVO en doorliep de jeugdopleiding. Op 1 mei 2023 kreeg hij zijn eerste profcontract aangeboden bij de club. Op 30 augustus 2024 maakte Verkuijl zijn debuut in het betaald voetbal voor Jong Ajax, tegen FC Den Bosch (1-2). Hij kwam in de 68e minuut in de ploeg voor Jorthy Mokio. In april 2025 verlengde Ajax het contract van Verkuijl met drie jaar.

## Interlandcarrière
Verkuijl speelde voor verschillende jeugdelftallen. In 2025 won hij met Nederland –19 het EK onder 19.

## Statistieken
| Seizoen | Club      | Competitie     | Competitie | Competitie | Beker | Beker | Overig | Overig | Totaal | Totaal |
| Seizoen | Club      | Competitie     | Wed.       | Dlp.       | Wed.  | Dlp.  | Dlp.   | Dlp.   | Wed.   | Dlp.   |
| ------- | --------- | -------------- | ---------- | ---------- | ----- | ----- | ------ | ------ | ------ | ------ |
| 2024/25 | Jong Ajax | Eerste divisie | 24         | 0          | 0     | 0     | 0      | 0      | 24     | 0      |
| Totaal  |           |                | 24         | 0          | 0     | 0     | 0      | 0      | 24     | 0      |

Bijgewerkt op 29 juni 2025.

## Erelijst
| EK Onder 19 | 1x | 2025 |